# كوكوناتو
كوكوناتو (بالإيطالية: Cocconato)‏ هي قرية تقع ضمن مقاطعة أستي في إقليم بيومونتي في أقصى الشمال الغربي، يبلغ عدد سكانها حوالى 1462 نسمة.

## السكان
في سنة 1861 بلغ عدد السكان 3٬106 نسمة، وتطور العدد ليصل في سنة 2011 لـ 1٬564 نسمة.
يظهر هذا المخطط البياني تطور النمو السكاني لـ كوكوناتو